# Aepytus
Aepytus es un género de polillas perteneciente a la familia de lepidópteros ditrisios Hepialidae. Se ha mencionado como un género de importancia fitosanitaria debido a sus hábitos barrenadores.
Las especies de este género se encuentran en América del Sur:
- Aepytus assa Druce, 1887
- Aepytus biedermanni Viette, 1950
- Aepytus brasiliensis Viette, 1951
- Aepytus coscinophora Pfitzner, 1914
- Aepytus danieli Viette, 1961
- Aepytus dorita Schaus, 1901
- Aepytus equatorialis Viette, 1949
- Aepytus exclamans Herrich-Schäffer, 1855
- Aepytus fasslii Pfitzner, 1914
- Aepytus forsteri Viette, 1961
- Aepytus guaraní
- Aepytus gugelmanni Viette, 1949
- Aepytus guyanensis Viette, 1951
- Aepytus helga Schaus, 1929
- Aepytus jeanneli Viette, 1950
- Aepytus lagopus Möschler, 1877
- Aepytus mahagoniatus Pfitzner, 1914
- Aepytus mexicanensis Viette, 1952
- Aepytus monoargenteus Viette, 1950
- Aepytus munona Schaus, 1929
- Aepytus omagua Pfitzner, 1937
- Aepytus petropolisiensis Viette, 1951
- Aepytus philiponi Viette, 1949
- Aepytus pluriargenteus Viette, 1955
- Aepytus saguanmachica Pfitzner, 1914
- Aepytus serta Schaus, 1894
- Aepytus sladeni Hampson, 1903
- Aepytus tesseloides Schaus, 1901
- Aepytus tisbe Druce, 1901
- Aepytus verresi Schaus, 1929
- Aepytus yungas Viette, 1961
- Aepytus zischkai Viette, 1961